# Melek Hu
Melek Hu (Liaoning, 27 januari 1989) is een Turks tafeltennisspeelster van Chinese afkomst. Ze werd Europees kampioene dubbelspel in 2015 en enkelspel in 2016. Ze nam deel aan twee Olympische Spelen (2012 en 2016).
Hu speelt rechtshandig en maakt gebruik van de Europese Shakehand-stijl. Ze wordt beschouwd als een van de beste Europese speelsters. Sinds 2007 is ze Turks staatsburger. In november 2018 stond Hu op plaats 50 van de ITTF-Wereldranglijst.

## Belangrijkste overwinningen
- Europees kampioene 2016 enkelspel
- Bronzen medaille Europees kampioenschap 2010 enkelspel
- Europees kampioene 2015 dubbelspel
- Gouden medaille Middellandse Zee-Spelen 2009

### Enkelspel
- Bronzen medaille 2011 EURO-Top-12
- Bronzen medaille Zweden Open 2013
- Zilveren medaille Egypte Open 2010
- Kwartfinale wereldkampioenschap 2013

### Dubbelspel
- Bronzen medaille Polen Open 2010